# Orbea decaisneana
Orbea decaisneana is een soort uit de maagdenpalmfamilie (Apocynaceae). Het is een kleine, succulente, vaste plant met stekelige stengels die tot 20 centimeter hoog kunnen worden. De plant vormt spreidende matten tot ongeveer 50 centimeter in diameter. De stengels zijn slank en cilindrisch en hebben een witgroene tot grijsgroene kleur, veelal gemarmerd of gevlekt met bruin tot paars. De bloemen zijn stervormig en hebben een donkerpaarse of roodbruine kleur. Het plantensap is zeer giftig en bij vergiftiging wordt melk als tegengif gebruikt.
De soort komt voor in Noord- en Centraal-Afrika, van Marokko in het westen tot Niger en Senegal in het zuiden en Soedan in het oosten. Hij groeit daar langs de rand van woestijnen in droge graslanden en tussen stenen op met aarde bedekte graniet en kalksteenhellingen. Hij groeit op hoogtes van zeeniveau tot 2000 meter. 
De gedroogde stengels worden vermalen tot poeder, wat als visgif in het water wordt gegooid. In Niger worden de stengels geweekt in water en wordt het extract gebruikt als lokaas voor parelhoenders. In Algerije brengen nomaden het plantensap of de verpulverde planten aan op aas om jakhalzen te vergiftigen. Verder wordt het plantensap gebruikt om tanden met cariës te behandelen.

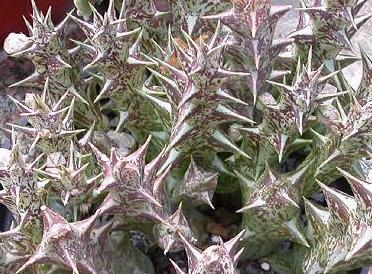
Stengels
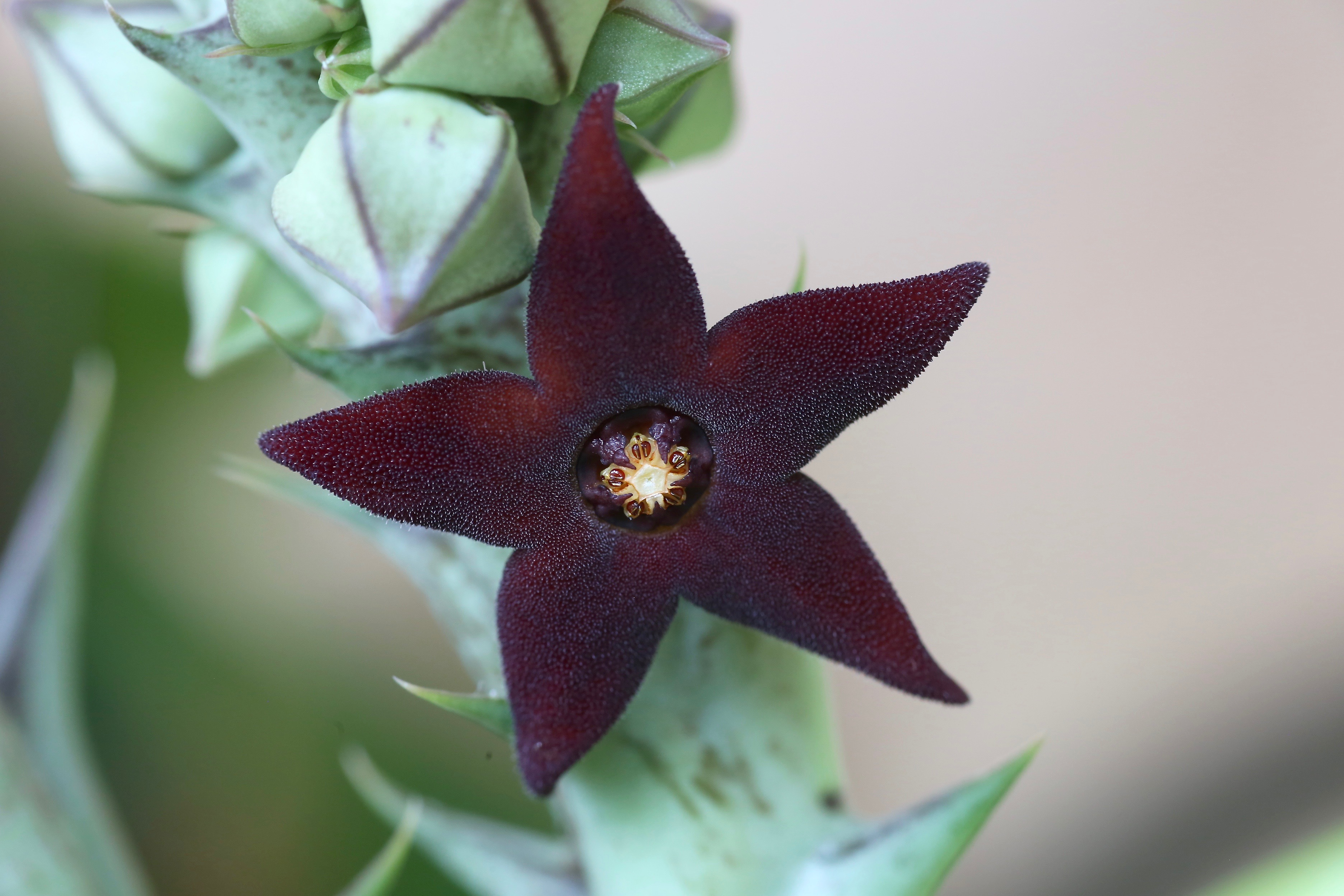
Bloem